# Cantone di Retournac
Il Cantone di Retournac era una divisione amministrativa dell'Arrondissement di Yssingeaux.
A seguito della riforma approvata con decreto del 17 febbraio 2014, che ha avuto attuazione dopo le elezioni dipartimentali del 2015, è stato soppresso.

## Composizione
Comprendeva 3 comuni:
- Retournac
- Saint-André-de-Chalencon
- Solignac-sous-Roche